# Manuel Lara Hernández
Manuel Lara Hernández (Estanzuela, Mexquitic de Carmona, San Luis Potosí; 17 de junio de 1943 - San Luis Potosí; 7 de junio de 1993) fue Profesor de la Universidad Autónoma de San Luis Potosí, licenciado y escritor ganador de varios premios en poesía tanto Estatales como Nacionales. Presidente Municipal de Mexquitic de Carmona, S.L.P. durante el periodo 1974-1976.

## Biografía
Originario de Estanzuela, de cuna muy humilde, lo que no le impidió realizar sus estudios en la máxima casa de Estudios de San Luis Potosí, U.A.S.L.P., cursando la carrera de Derecho y también en la Máxima casa de Estudios de la UNAM en la Facultad de Filosofía y Letras donde también se desempeñó como auxiliar de Investigador en el centro de Estudios Literarios de la UNAM. Fue Maestro de clásicos de la Literatura en la U.A.S.L.P.
Sus primeros estudios hubo de realizarlos apoyándose en empleos de conserje en el IMSS y la Escuela Secundaria Camilo Arriaga, donde el cuarto de telebrejos era su habitación y su pobreza casi extrema no le permitía adquirir calzado, porque era muy importante para Lara Hernández adquirir un libro de texto, al grado de cambiar su cama y su bicicleta por los libros, que fueron los primeros en formar su colección.
Desde Joven frecuentó a los poetas potosinos con quienes les ligo un cariño especial y junto con el Poeta Jesús Loredo León, José Luis Vega, formó parte del círculo literario Manuel José Othón, en el que participaban también el Lic. Efraín Álvarez Méndez, Lic. Teófilo Torres Corzo, Lic. María del Carmen Rodríguez, Lic. Fidel Briano, Lic. Horacio Sánchez Unzueta, Lic. José Carmen García Vázquez, entre otros.

## Distinciones
Las letras fueron su vida, ya que en 1971, 1972 y 1973 obtuvo los primeros lugares en los Juegos Florales Universitarios, lo que no le impide que de 1973 a 1976 ocupe la Presidencia Municipal de Mexquitic de Carmona.
En 1981 recibió el Primer Lugar en el "Tercer Concurso de poesía y cuento para Catedráticos Universitarios convocado por la U.A.S.L.P.
En 1982 recibió el Primer Lugar en Poesía en Prosa en los "III Juegos Florales Nacionales", Realizados en Matehuala.
En 1988 obtuvo el segundo lugar en los "Primeros Juegos florales de la Huasteca Potosina"
En 1989 bajo el certamen "Premio 20 de Noviembre" convocado por el Gobierno del Estado obtiene el tercer lugar con "Memoria Chichimeca en tres tiempos"
En 1990 Obtuvo el tercer lugar en el Premio "Francisco Peña" en Historia con el Trabajo "Hombres en la Historia de Mexquitic"

## Publicaciones
- Primeros Poemas E.S.C.A., 1965
- Claroscuro del sueño, U.A.S.L.P.,1972
- Estudio bibliográfico sobre la muerte de Artemio Cruz, de Carlos Fuentes, sobretiro de la Revista Cuadrante, 1978.

Su saber como periodista quedó plasmada en los diarios Potosinos, Aguscalientes y Zacatecas "El Sol de San Luis", "El Heraldo" "Opinión" "La Razón" y "Momento"
Sus trabajos fueron publicados en la Revista Universitaria "Letras Potosinas" "Radar" de Salamanca, Guanajuato, entre otras.

## Soluciones Públicas Municipales
Siendo miembro del "Comité Damian Carmona" en 1974 fue elegido Presidente Municipal durante el sexenio del Lic. Guillermo Fonseca Álvarez, Gobernador Constitucional del Estado. Lara Hernández como Presidente MunicipaL, siempre se caracterizó por su Transparencia, Honestidad y austeridad. Durante su Administración se hizo posible, instalando primeramente el Drenaje, la pavimentación de las calles Allende, Morelos, Aldama, Damián Carmona y parte de la calle Galeana. Se colocó también la legendaria Fuente en el Jardín Principal, así como la iluminación. Se hizo posible el funcionamiento de una fábrica de colchas llamada oficialmente "Industria Rural Textil Mexquitic de Carmona" (hoy el edificio del DIF y Centro de Atención Familiar). Se hicieron con éxito las gestiones necesarias para finalmente el poblado de "Los Retes" lograra su segregación o Independencia de la comunidad de "Las Moras" ya que los mismos tenían siete años de peticionar su independencia. Se colocó la primera piedra para el actual Centro de Salud que se ubica en el Jardín principal de la Cabecera Municipal, que por más de doce años anteriores se estuvo soñando y para cuya obra según antecedentes, no se pidió un solo centavo sino solo faenas y trabajo personal. se construyó el Primer puente en "El Tecolote". Se logró también la Escuela Técnica Agropecuaria. Durante su Administración se gestionó con éxito para llevar a cabo el camino que conduce a la comunidad de San Agustín pasando por terrenos del Municipio de Ahualulco. Se llevaron a cabo por parte de su esposa la C. Profra. Agustina Corpus Martínez diversas labores orientadas a la creación y organización de los primeros comités como base del mejoramiento social. Con una promoción turística se logró la Primera Feria Regional de Mexquitic. Todo esto en un tiempo donde las participaciones Federales y Estatales apenas si permitían cubrir las necesidades de carácter administrativo o judicial. Su lema, entre otros: "Es natural lo positivo y lo negativo, es de comprenderse y aceptarse lo que vale y lo que estorba, a lo último todo sirve" "No prometemos, trabajamos. No lo decimos, lo hacemos".

## Quehacer cotidiano
A Lara Hernández se le recuerda con su chispeante y agradable humor, y de un carácter sencillo, humilde y vertical. Siempre estuvo atento al quehacer cultural de su Estado y su Municipio. Se ha dicho que fue uno de los Presidentes Municipales que no se sirvió de su cargo para enriquecerse. Se retiró a su vida Profesional, dedicándose a sus labores Docentes y de Periodismo, siendo un ciudadano más al servicio de la colectividad.
En su honor una calle en la Cabecera Municipal de Mexquitic lleva su nombre.

## Medianoche en Fragmentos
Lo más difícil de reconocer, en esta hora,
es el hombre.
Y es que, despiadadamente,
como una cólera de selva,
anatematiza la luz
para envolverse en sombra.
Después, las tinieblas
son la soledad amotinada.